# 糖水道

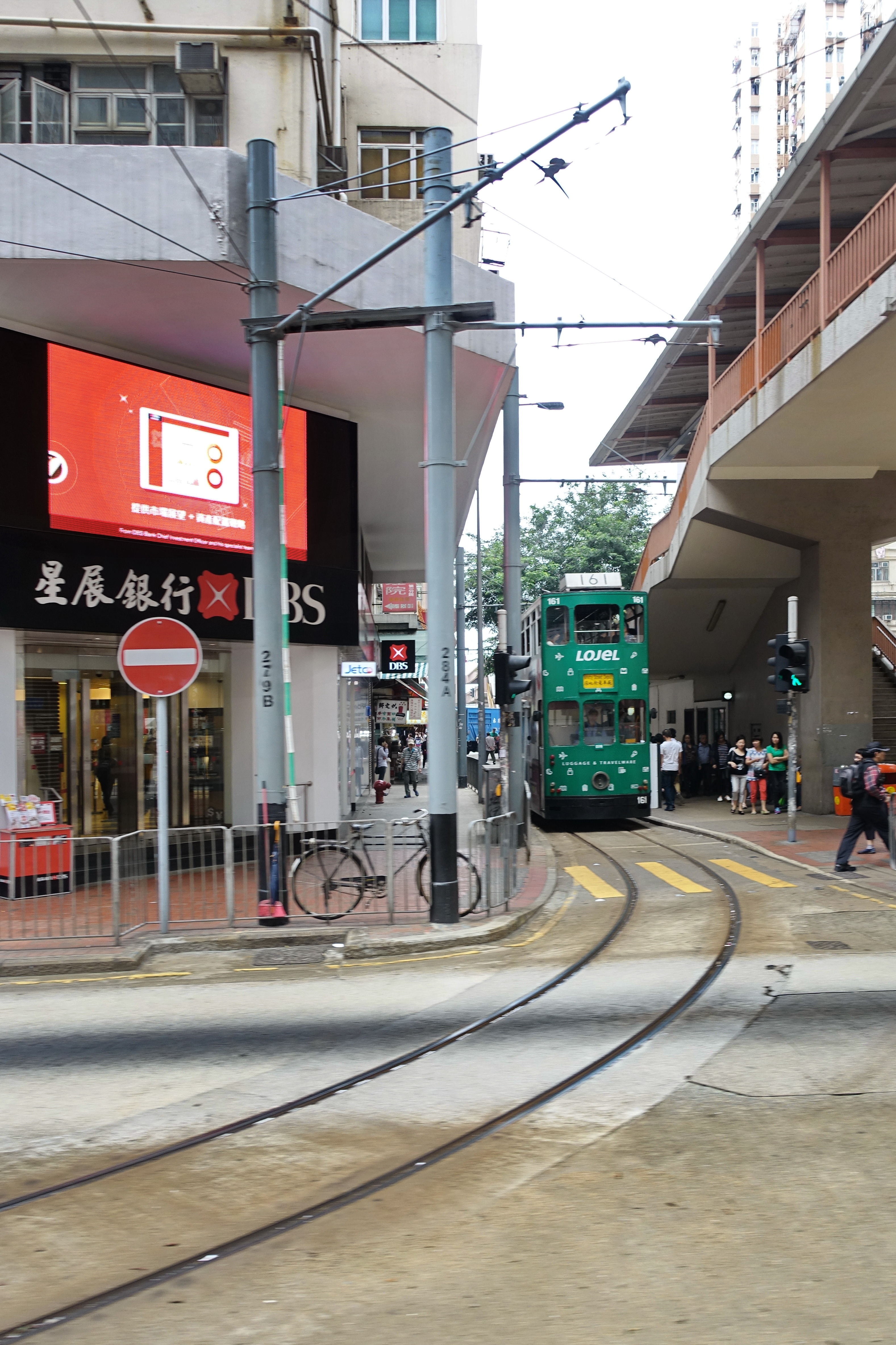
位於糖水道的電車北角總站

糖水道（英語：Tong Shui Road），位於香港北角，現時是一條雙程行車的道路，並有行車天橋連接東區走廊。糖水道是南北走向，北接東區走廊銅鑼灣方向，南接英皇道交界。如駕駛者使用東區走廊東行線前往北角一帶，糖水道是其必經之路。駕駛者不能由此進入東區走廊東行線(柴灣方向)。東區走廊西行車輛亦不能進入糖水道。
此外，糖水道亦有鋪設電車軌，作為電車的北角總站，連接電車的北角春秧街支線及英皇道主電車軌。

## 歷史
1920年代，富商郭春秧曾計劃在北角一帶興建糖廠，但後來計劃因省港大罷工而告吹。原有用地後來則改建為住宅區，即現時春秧街及糖水道一帶。

## 糖水道行人天橋
糖水道行人天橋於1984年落成，在建成初期已為居民詬病，20多年前英皇道與糖水道交界的過路點，經常發生意外，當局在上址建造行人天橋，並取消橫過英皇道設施，市民必須使用天橋，但不少市民棄用天橋，違規跑過該段馬路，造成更多交通意外，當局其後回復英皇道的行人過路設施，而建成的天橋就此淪為露宿者佔用的家園。2020年4月25日早上6時59分，行人天橋起火，橋上放有大批傢俬等雜物。雜物起火後火勢迅速蔓延，並一度傳出爆炸聲，大半截天橋旋即陷入火海，消防人員趕抵動用2隊煙帽隊及2條喉灌救，約20分鐘後將火救熄，事件並沒有傷亡。大火後天橋損毀嚴重，橋上屬於露宿者的雜物付諸一炬，火警中無人受傷，消防調查後認為起火原因有可疑，交警方調查。警方將案件列作縱火案處理。
2020年12月29日，糖水道荒廢及遭霸佔多年的行人天橋，4月大火後再惹存在價值爭議，包括地政總署、食物環境衞生署、東區民政處及警方人員，在2020年12月29日10時起圍封該條天橋，即日完成工程將鐵閘上鎖，防止再有人佔用橋上空間。關閉期暫定至2021年3月28日為止。政府在2021年11月9日表示，自從得悉區議會通過拆橋及收到居民協會有關拆橋的建議，便重新檢視天橋的實際需要，最終認為拆卸整條行人天橋最具效益，預計有關拆卸工程可於開展後約2年之內完成。 
2023年8月，糖水道行人天橋完成拆卸。

## 圖片

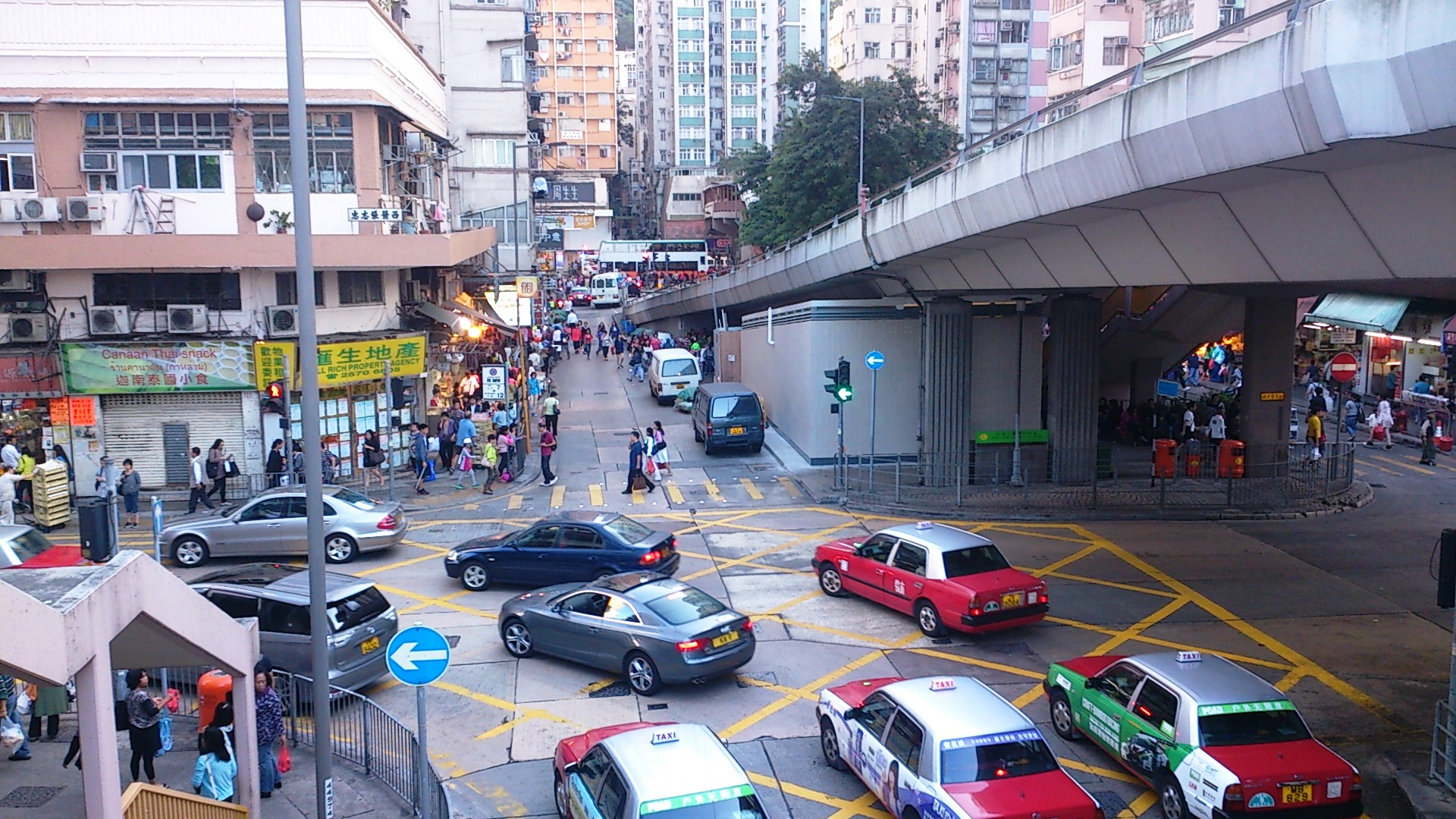
糖水道近渣華道方向
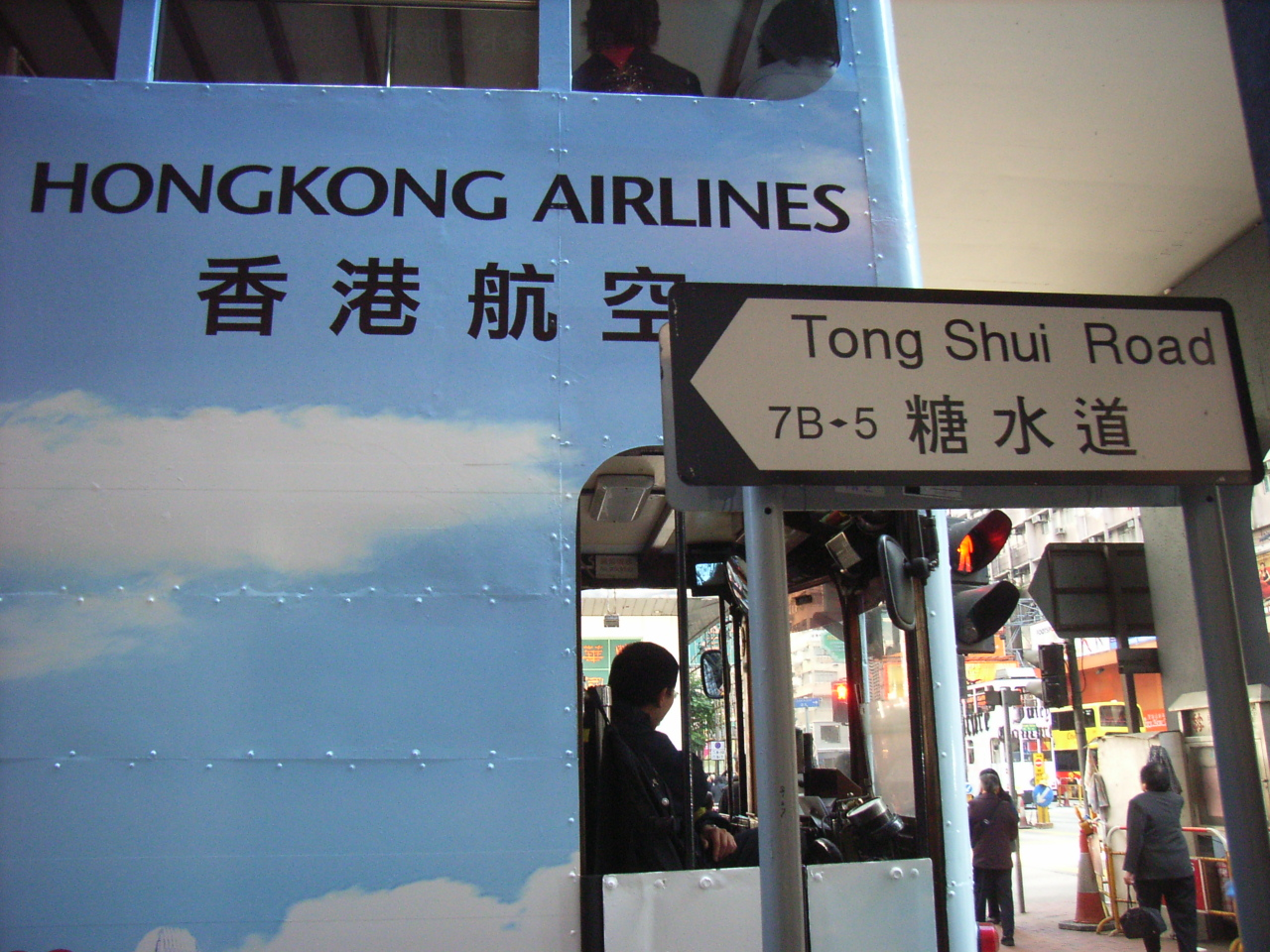
糖水道街道牌
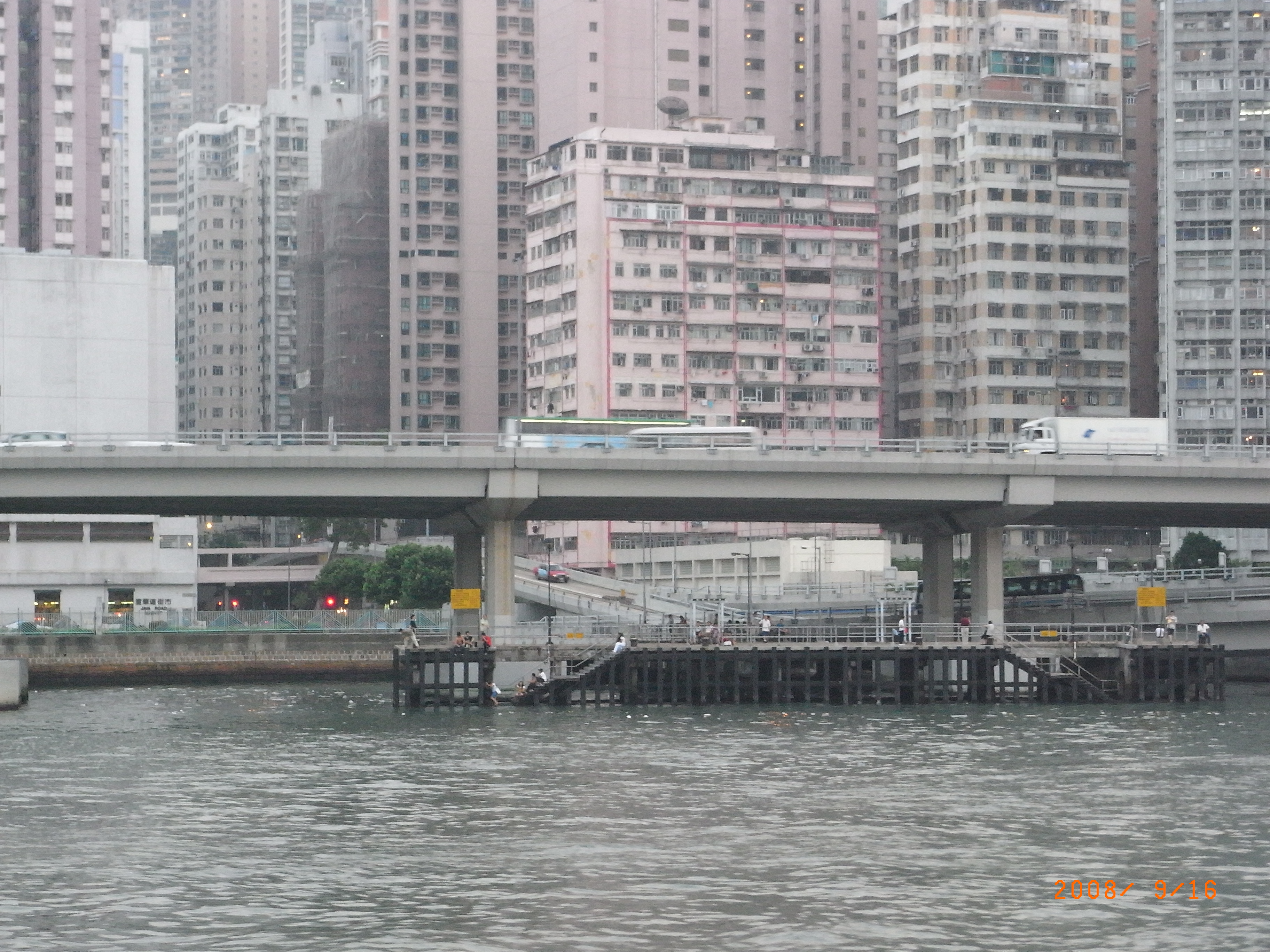
糖水道碼頭
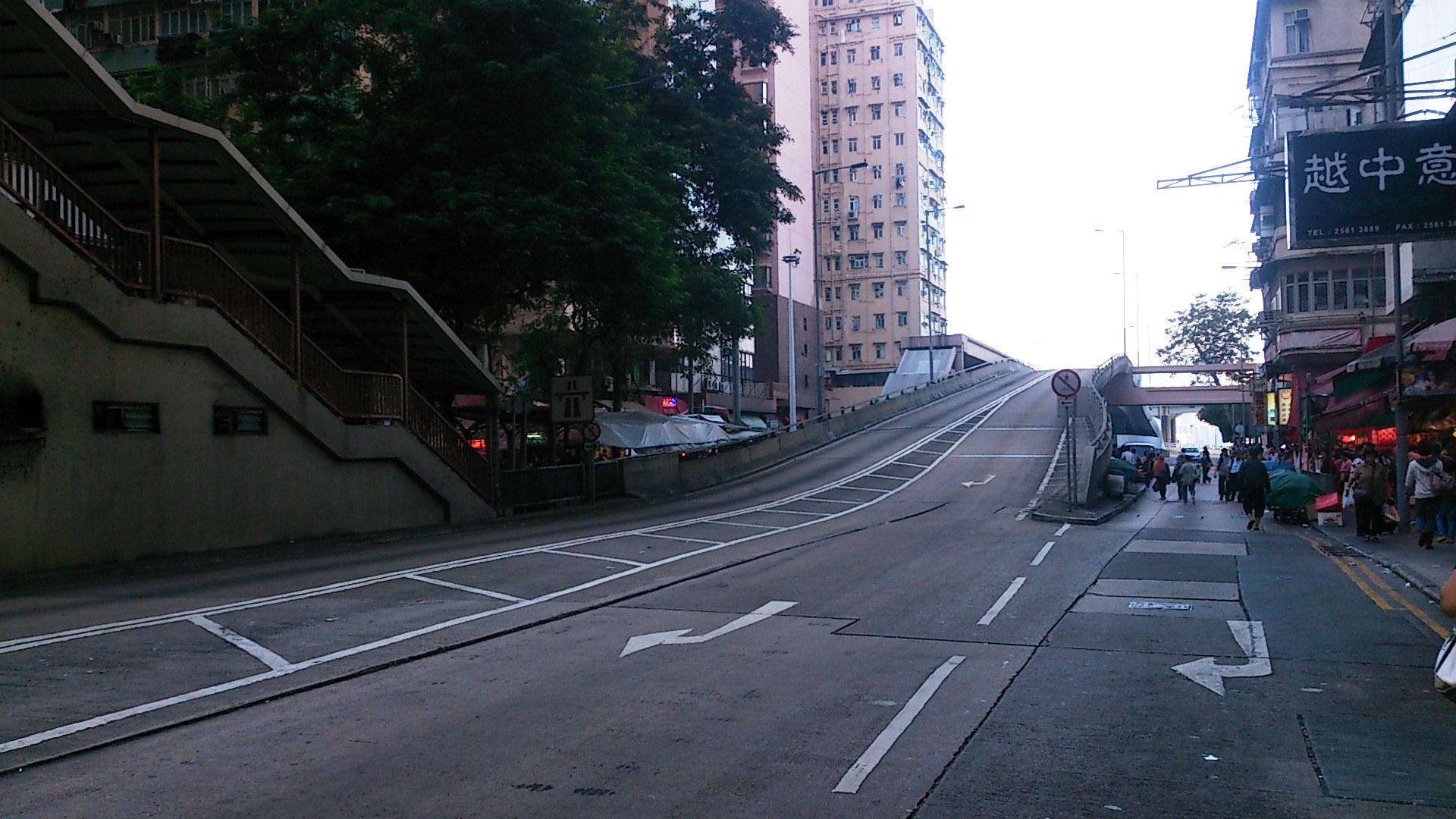
糖水道的高架行車天橋
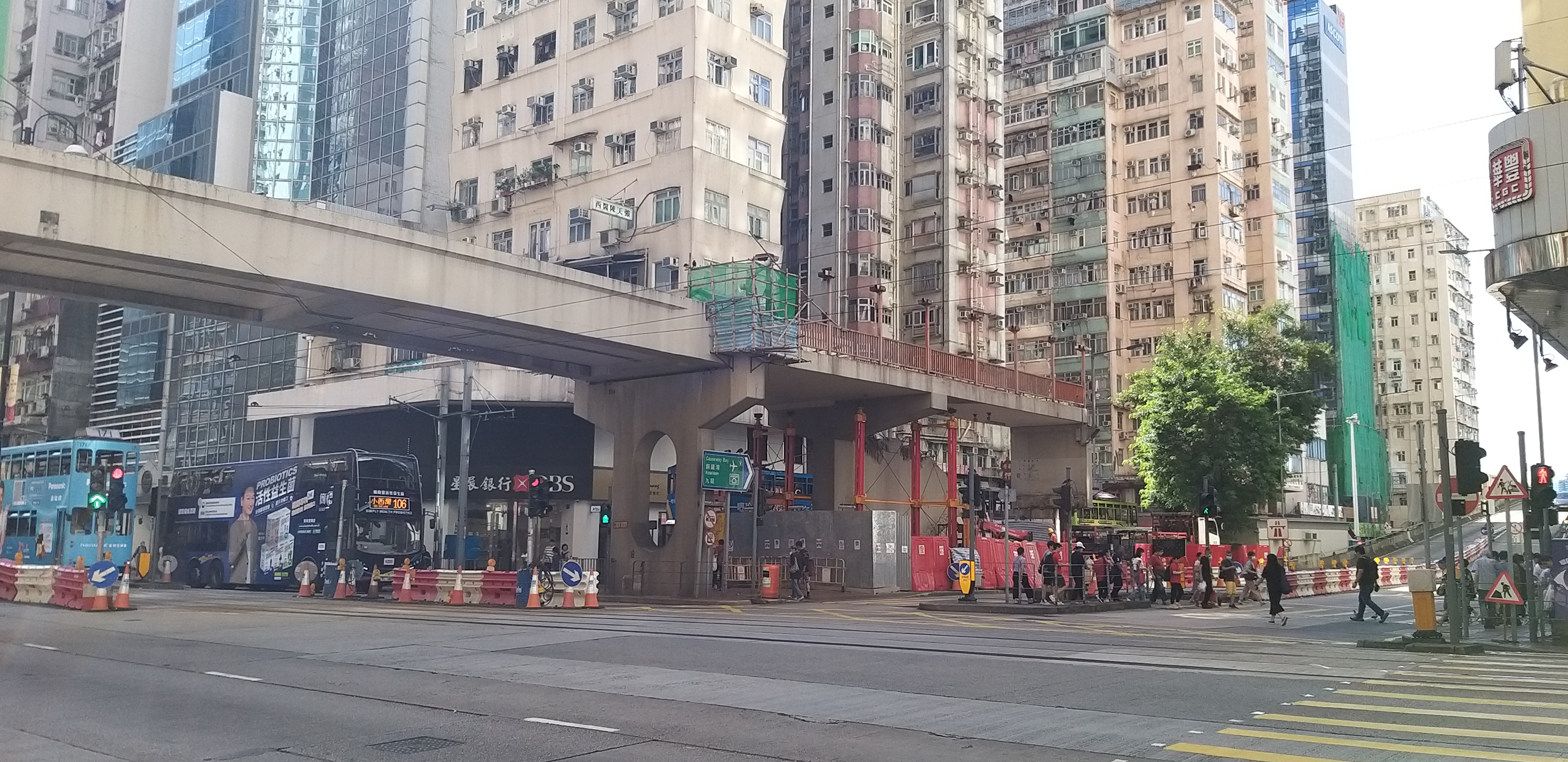
準備拆卸的糖水道行人天橋

## 沿路著名地點
- 北角總站
- 春秧街街市
- 渣華道市政大廈

## 外部連結
- 香港地方相關討論 （页面存档备份，存于）
- . 香港電台網站. 2011-12-26  [2012-08-03].

22°17′31″N 114°11′55″E / 22.292007°N 114.198588°E